# Régis Tosatti Giacomin
Régis Tosatti Giacomin (Xanxerê, 16 gennaio 1998) è un calciatore brasiliano, attaccante dell'Al-Dhaid.

## Carriera
Cresciuto nel settore giovanile della Chapecoense, ha esordito in prima squadra il 20 gennaio 2019 disputando l'incontro di Campionato Catarinense pareggiato 0-0 contro il Metropolitano.

## Statistiche
Statistiche aggiornate al 12 maggio 2019.

### Presenze e reti nei club
| Stagione        | Squadra         | Campionato      | Campionato | Campionato | Coppe nazionali | Coppe nazionali | Coppe nazionali | Coppe continentali | Coppe continentali | Coppe continentali | Altre coppe | Altre coppe | Altre coppe | Totale | Totale | Totale |
| Stagione        | Squadra         | Comp            | Pres       | Reti       | Comp            | Pres            | Reti            | Comp               | Pres               | Reti               | Comp        | Pres        | Reti        | Pres   | Reti   |        |
| --------------- | --------------- | --------------- | ---------- | ---------- | --------------- | --------------- | --------------- | ------------------ | ------------------ | ------------------ | ----------- | ----------- | ----------- | ------ | ------ | ------ |
| 2019            | Chapecoense     | PD/SC+A         | 5+4        | 1+0        | CB              | 2               | 0               | CS                 | 0                  | 0                  |             | -           | -           | 10     | -11    |        |
| Totale carriera | Totale carriera | Totale carriera | 9          | 1          |                 | 2               | 0               |                    | 0                  | 0                  |             | -           | -           | 11     | 1      |        |